# NGC 172
NGC 172 là một thiên hà xoắn ốc nằm cách xa 136 triệu năm ánh sáng trong chòm sao Kình Ngư. Nó được phát hiện vào năm 1886 bởi nhà thiên văn học Frank Muller.